# حدیقةالسعدا

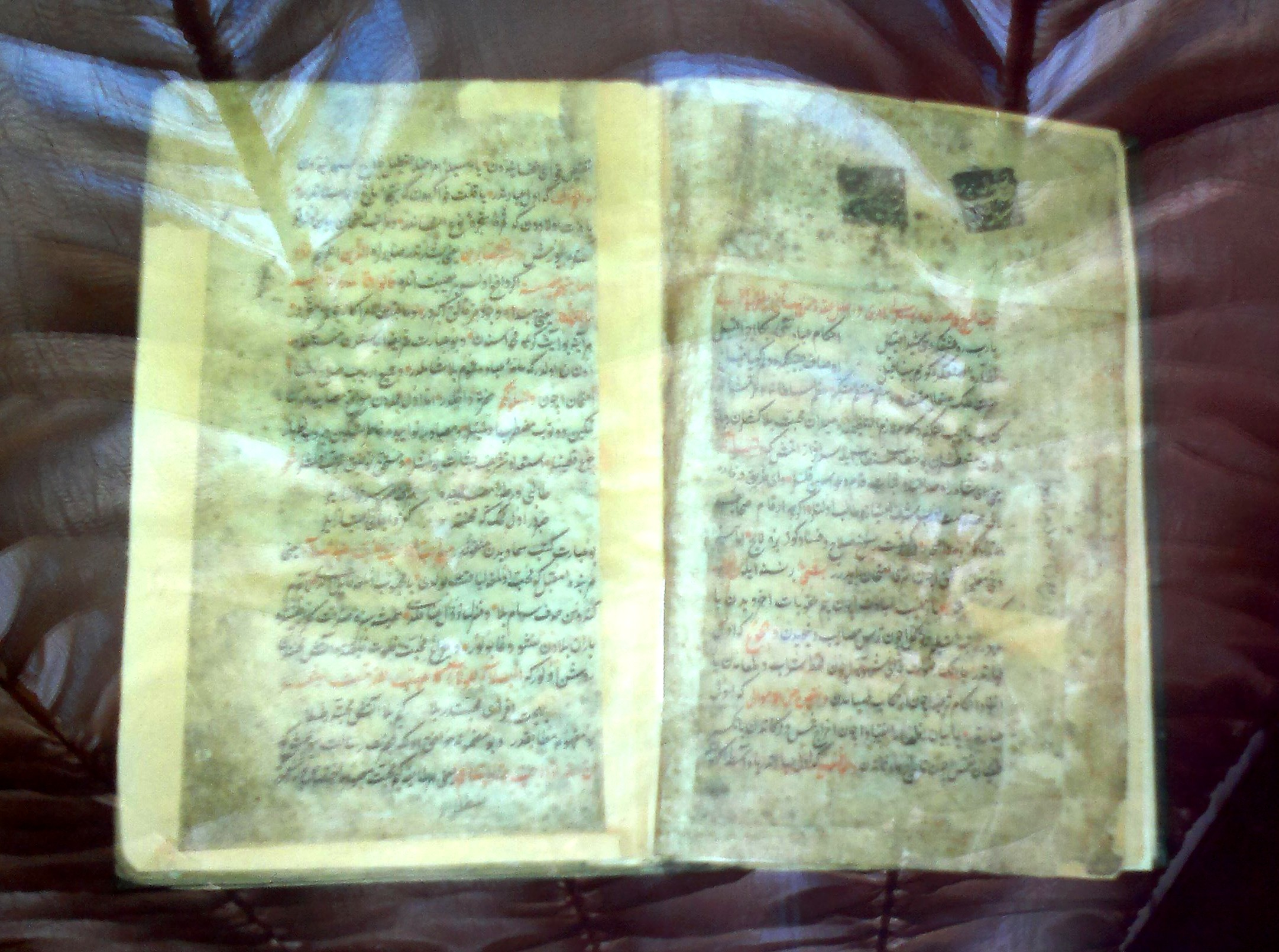
تصویری از کتاب

حدیقةالسُعَداء (به ترکی آذربایجانی: Hәdiqәt üs-Süәda) کتاب مقتلی به زبان زبان ترکی است که محمد فضولی آن را نوشته است. روضةالشهداء، نخستین کتاب مقتل فارسی بود و به قلم ملا حسین واعظ کاشفی نوشته شده بود.